# پوبدا (شهرستان آرخانگلسکی، باشقیرستان)
پوبدا (به لاتین: Pobeda) یک منطقهٔ مسکونی در روسیه است که در باشقیرستان واقع شده‌است.